# Csíkosszárnyú hangyászökörszem
A csíkosszárnyú hangyászökörszem (Microrhopias quixensis) a madarak osztályának verébalakúak (Passeriformes) rendjébe és a hangyászmadárfélék (Thamnophilidae) családjába tartozó Microrhopias nem egyetlen faja.

## Rendszerezése
A fajt Emilio Cornalia olasz természettudós írta le 1849-ben, a Thamnophilus nembe Thamnophilus quixensis néven.

## Alfajai
- Microrhopias quixensis albicauda Carriker, 1932
- Microrhopias quixensis bicolor (Pelzeln, 1868)
- Microrhopias quixensis boucardi (P. L. Sclater, 1858)
- Microrhopias quixensis consobrina (P. L. Sclater, 1860)
- Microrhopias quixensis emiliae Chapman, 1921
- Microrhopias quixensis intercedens Zimmer, 1932
- Microrhopias quixensis microstictus (Berlepsch, 1908)
- Microrhopias quixensis nigriventris Carriker, 1930
- Microrhopias quixensis quixensis (Cornalia, 1849)
- Microrhopias quixensis virgata  (Lawrence, 1863)[2]

## Előfordulása
Mexikó, Belize, Costa Rica, Guatemala, Honduras, Nicaragua, Panama, Bolívia, Brazília, Ecuador, Francia Guyana, Guyana, Kolumbia, Peru és Suriname területén honos. Természetes élőhelyei a szubtrópusi vagy trópusi síkvidéki esőerdők és mocsári erdők.

## Megjelenése
Átlagos testhossza 12 centiméter, testtömege 7,5–11,5 gramm.
|  |

## Életmódja
Rovarokkal és pókokkal táplálkozik.

## Természetvédelmi helyzete
Az elterjedési területe rendkívül nagy, egyedszáma viszont csökken, de még nem éri el a kritikus szintet. A Természetvédelmi Világszövetség Vörös listáján nem fenyegetett fajként szerepel.